# Thelma & Louise
Thelma y Louise es una película de género road movie de 1991, escrita por Callie Khouri, dirigida por Ridley Scott y protagonizada por Geena Davis (como Thelma) y Susan Sarandon (como Louise). Otros intérpretes son Harvey Keitel, Michael Madsen, Christopher McDonald y Brad Pitt (en su primer papel importante en Hollywood). La película ganó un Óscar en 1991 al mejor guion original.
La historia estuvo a punto de no ver la luz, ya que su guion suscitaba una importante desconfianza entre un buen número de productores y directores. Principalmente, era la temática abordada lo que costaba que los estudios aceptaran, en particular, la antológica escena final que contrastaba con el «final feliz clásico» de Hollywood. Incluso cuando se estrenó, la película generó una intensa polémica en Estados Unidos, básicamente porque mostraba a dos heroínas que respondían con armas a la violencia machista. Sin embargo, la cinta, que incluso llegó a convertirse en un hito del cine feminista por la trama, estaría situada en la intersección de varios géneros cinematográficos, llegando a influir en otras películas y obras de arte.
En 2016 la Biblioteca del Congreso de Estados Unidos seleccionó Thelma & Louise para ser preservada en el National Film Registry por ser «cultural, histórica o estéticamente significante».

## Argumento

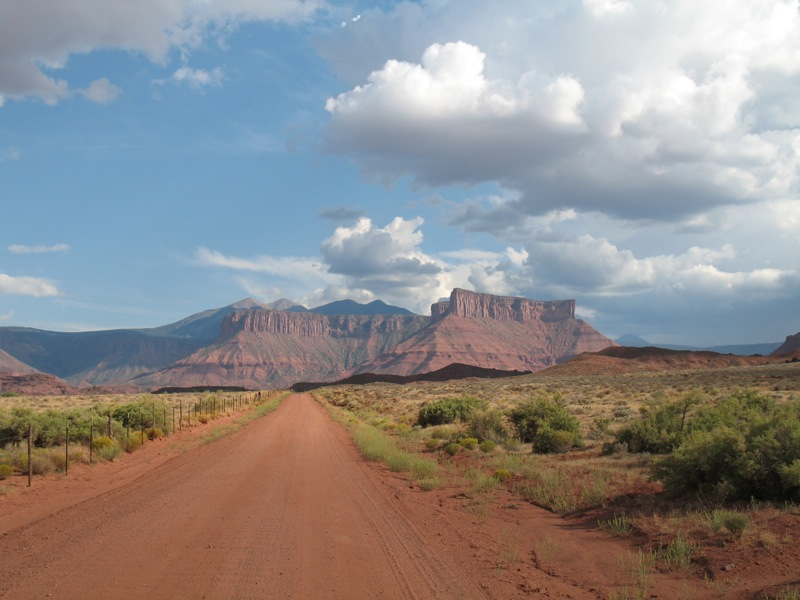
La carretera como hilo conductor de la película.

Dos amigas, Thelma Dickinson y Louise Sawyer, se van de vacaciones de fin de semana a una cabaña de pescadores en las montañas para tomarse un descanso de sus monótonas vidas en Arkansas. Thelma, ama de casa, está casada con Darryl, un vendedor de alfombras irrespetuoso y controlador; mientras que Louise, de lengua afilada, trabaja como camarera en un restaurante y está saliendo con el tranquilo músico Jimmy, que está de gira la mayor parte del tiempo.
En el camino, se detienen en un bar de carretera, donde Thelma baila con un extraño coqueto, Harlan Puckett. Él la lleva al estacionamiento e intenta violarla hasta que Louise interviene y amenaza con dispararle. Mientras las mujeres se alejan, Harlan grita que debería haber continuado la violación, lo que hace que Louise le dispare fatalmente en un ataque de ira. Las dos mujeres se van inmediatamente.
En un motel, discuten cómo manejar la situación. Thelma quiere ir a la policía, pero Louise teme que nadie crea una denuncia por intento de violación, ya que Thelma estaba bebiendo y bailando con Harlan, además de no tener pruebas de la violación; se enfrentarían a un cargo de asesinato. Deciden huir a México, pero Louise exige que viajen allí sin pasar por Texas, ya que recuerda algo ocurrido allí varios años antes (que se niega a revelar) para evitarse traumas.
En dirección al oeste, se encuentran con un joven vagabundo atractivo, JD, por quien Thelma se siente atraída. Louise se pone en contacto con Jimmy y le pide que le transfiera los ahorros de toda su vida. Él la sorprende entregándole el dinero en persona y pasan la noche juntos. Jimmy le propone matrimonio a Louise, pero ella se niega. Mientras tanto, JD se las arregla para entrar en la habitación de Thelma y duermen juntos. Ella se entera de que es un ladrón armado convicto que ha violado los términos de su libertad condicional. A la mañana siguiente, las mujeres descubren que JD ha robado los ahorros de Louise y ha huido. Louise está angustiada, por lo que una Thelma llena de culpa toma el mando y luego roba una tienda de conveniencia cercana utilizando tácticas que aprendió de JD.
Mientras tanto, el FBI se acerca al dúo después de que los testigos en el bar identifican el Ford Thunderbird convertible de 1966 de Louise. Su paradero también es cuestionado por el dueño de la cabaña de pesca después de que no llegaron. Liderados por el investigador de la policía estatal de Arkansas, Hal Slocumb, la policía interroga a JD (quien fue atrapado) e intercepta la línea telefónica en la casa de Darryl. Simpatiza con la situación de la pareja y entiende por qué no denunciaron el asesinato de Harlan. Durante unas breves conversaciones telefónicas con Louise, Hal expresa sus preocupaciones y le dice que sabe lo que le sucedió en Texas, pero no logra persuadirla de que se entregue.
Thelma le dice a Louise que no volverá con Darryl y le pregunta a su amiga si tiene la intención de llegar a un acuerdo con la policía para poder regresar con Jimmy. Louise rechaza la idea de traicionar a su amiga y le promete a Thelma que seguirán juntas. Mientras están de regreso en el camino, Thelma recuerda el incidente con Harlan e intenta preguntarle a Louise si le sucedió algo similar en Texas. Louise responde enojada y le dice a Thelma que nunca más vuelva a mencionarlo.
Más tarde, un policía estatal de Nuevo México los detiene por exceso de velocidad. Sabiendo que pronto descubrirá que los buscan por asesinato y robo a mano armada, Thelma lo apuntó con una pistola y lo encierra en el maletero de su coche de policía mientras Louise le quita su arma y municiones. Conduciendo más al oeste, se encuentran con un conductor de camión malhablado que les hace gestos obscenos repetidamente. Se detienen y le exigen una disculpa; cuando se niega, disparan contra su camión cisterna de combustible, provocando que explote. Las mujeres lo dejan varado en el desierto con los restos.
Thelma y Louise son finalmente acorraladas por las autoridades a sólo cien metros del borde del Gran Cañón. Hal llega al lugar, pero las mujeres rechazan su último intento de convencerlas de que se rindan. En lugar de ser capturadas, Thelma propone que «sigan adelante». Ambas se besan y se toman de la mano mientras Louise pisa el acelerador y, mientras Hal las persigue desesperadamente a pie, aceleran hacia el acantilado hacia una muerte segura.

## Reparto
- Susan Sarandon como Louise Shawer
- Geena Davis como Thelma Dickinson
- Harvey Keitel como Hal Slocombe, líder investigador del caso
- Michael Madsen como Jimmy Lennox, novio de Louise.
- Christopher McDonald como Darryl Dickinson, marido de Thelma.
- Stephen Tobolowsky como Max, agente del FBI a cargo del caso.
- Brad Pitt como JD, autoestopista.
- Timothy Carhart como Harlan Puckett, el hombre que intenta violar a Thelma y es asesinado por Louise.
- Lucinda Jenney como Lena, la mesera del bar de ruta donde paran Thelma y Louise.
- Marco St. John como el camionero.
- Jason Beghe como el policía que es encerrado en el baúl de su patrulla.
- Noel Walcott como el ciclista.

## Guion
El guion de Thelma y Louise fue escrito por Callie Khouri, quien recibió el Óscar al mejor guion original en 1991. Khouri quiso mostrar a dos mujeres en un género hasta entonces exclusivamente masculino. La idea le vino al considerar que las películas estadounidenses no creaban buenos papeles para mujeres, en particular de aquellos que permiten a los personajes tomar sus propias decisiones y controlar su propio destino. 

Quería escribir algo que nunca antes hubiera sido llevado al cine. En tanto que cinéfila, he sido alimentada por el papel pasivo de las mujeres. No conducían nunca la historia porque no conducían nunca el coche.

La guionista se integró mucho en la creación de la película, hasta el punto de ser llamada la «tercera mujer» de Thelma y Louise. Colaboró estrechamente con Ridley Scott durante la preproducción, participó en la elección de los actores y estuvo presente durante el rodaje. También influyó en las partes del guion retenidas, logrando mantener las secuencias que más deseaba, sobre todo la de la violación y la escena final.

## Productor y director
Callie Khouri, en principio, pensaba realizar la película contando con un presupuesto de un millón de dólares, y en este sentido contactó con diferentes productores, teniendo que superar numerosas negativas. Finalmente, su guion llegó a manos de Mimi Polk Gitlin, a quien le gustó mucho, ya que le permitía realizar una película en la que el poder pertenecía a los personajes femeninos y, además, animaba a las mujeres a escucharse y a realizar sus sueños, replanteándose la concepción tradicional del reparto de papeles entre hombres y mujeres. Giltin aumentó el presupuesto hasta dieciséis millones de dólares, pensó en Michelle Pfeiffer y Jodie Foster para los papeles protagonistas y remitió el guion a Ridley Scott para intentar asociarlo como productor.
A Ridley Scott lo sedujo el guion por los motivos ya mencionados: el hecho de colocar a dos mujeres en los papeles principales, lo que contrastaba con la producción cinematográfica clásica. A pesar de que en esos momentos intentaba producir una película donde se presentaba un personaje masculino como héroe, se puso a buscar otro director. Sin embargo, muchos de aquellos a quienes presentó el proyecto desconfiaron y le sugirieron que dirigiera la película él mismo. Como en 1979 ya había realizado Alien, donde una actriz, Sigourney Weaver, encarnaba a Ripley, un papel en principio escrito para un hombre, finalmente decidió dirigir Thelma y Louise él mismo.

## Elección del reparto
Como el proceso de preparación de la película había durado bastante tiempo, Pfeiffer y Foster ya no estaban disponibles. Entonces, el equipo eligió a Geena Davis y Susan Sarandon para encarnar, respectivamente, a Thelma y a Louise. Aunque eran actrices conocidas, no eran superestrellas, pero este aspecto se consideró interesante para no inducir ninguna idea preconcebida sobre los dos personajes principales.
Geena Davis se enteró de que circulaba un guion con dos mujeres en los papeles principales. Lo pudo leer, le gustó el personaje de Thelma y realizó un trabajo de investigación sobre este personaje, que presentó a Ridley Scott. Por su parte, Susan Sarandon encontraba el personaje de Louise muy interesante porque no era muy brillante, era una mujer que tenía que intentar seguir por el buen camino a pesar de sus heridas, lo que le permitía conducir la historia tanto en el sentido propio como en el figurado.
Harvey Keitel era el tercero de los conocidos en el momento del estreno de la película. Hasta entonces, siempre había interpretado papeles secundarios. En esta cinta encarnó al inspector Hal Slocombe, un personaje que oscila entre su misión de investigador y policía y la simpatía que tiene por las dos mujeres. Se trata del único personaje masculino que entiende los actos y las motivaciones de Thelma y Louise (en una secuencia inédita, aparece en la cama, preguntando a su esposa en qué circunstancias sería capaz de cometer un asesinato). Gracias a este personaje, Harvey Keitel interpretaba por primera vez un papel amable.
La elección de Christopher McDonald para interpretar a Darryl fue una idea de Geena Davis; le hicieron una prueba para el papel del violador, pero fue mucho más convincente encarnando el personaje del marido machista. A Ridley Scott le gustaba su gestualidad y, en particular, la manera que tenía de hacer girar las llaves en las manos durante las primeras secuencias de la película. También le gustó que McDonald se presentara con bigote el primer día de rodaje.
Callie Khouri conocía a Michael Madsen por haber interpretado un papel en una película de su marido, el guionista, director y productor David W. Warfield. El equipo le propuso, en principio, el papel del violador, pero lo rechazó. Recibió entonces el papel de Jimmy, el novio de Louise. Contribuyó mucho a definir la secuencia donde Louise y Jimmy se encuentran en la habitación del motel, muy diferente de lo previsto en el guion, en parte reescrito por Susan Sarandon. Interpretó su personaje compasivo, violento y vulnerable, e introdujo la idea de la denuncia en el matrimonio.
Ridley Scott tuvo muchos problemas para encontrar al actor que haría el papel de violador. Hacia falta un actor de doble cara: tenía que ser atractivo y encantador, para que Thelma tuviera ganas de bailar con él, y también miserable y violento. Finalmente, encontró que Timothy Carhart respondía a estas características.
Para el papel de J. D., el autoestopista, era necesario un actor con un buen físico. Brad Pitt, que hasta entonces solo había interpretado papeles en algunas series de televisión, hizo una prueba y fue elegido. Callie Khouri pidió ver quién encarnaría el personaje, para asegurarse de que su físico estaría a la altura del papel. Cuando se encontró cara a cara con Brad Pitt, se quedó unos instantes sin voz. Luego declaró: «Creo que funcionará». Pitt obtuvo varios papeles principales después de interpretar esta película.
Cuando le propusieron el papel de agente del FBI a Stephen Tobolowsky, este justo había terminado el rodaje de Mississippi Burning. Veía al personaje de Max con una gran fuerza, una presión continua a lo largo de toda la historia.
A Jason Beghe le asignaron el papel del policía que queda encerrado en el baúl de su patrulla por Thelma y Louise porque en el momento de las pruebas tuvo la idea de hacer llorar a su personaje, algo que no estaba previsto en el guion. En cuanto a Marco St. John, aceptó interpretar al camionero obsceno, aunque temió que después de este papel nadie más lo querría contratar.

## Una mezcla de géneros
Thelma y Louise es una comedia dramática donde se mezclan otros géneros como los de buddy movie, road movie, wéstern y película policíaca.

### Buddy movie
La película trata sobre la amistad entre dos mujeres de carácter diferente. Thelma tiene una personalidad que evoluciona a lo largo de la película, ya que al principio es una joven ama de casa, asustadiza e ingenua, que solo quiere divertirse un fin de semana. A raíz de las pruebas a las que es sometida, gana en seguridad y se da cuenta del poder que tiene para incidir en el desarrollo de las cosas. Louise es mayor, más madura y más maternal.
Tiene más experiencia, también en aspectos más dolorosos, y tiene un potencial muy superior al del trabajo de camarera en el que trabaja.
El comienzo de la película presenta a las dos heroínas de manera separada, cada una en su universo cotidiano, lo que permite exponer esta diferencia de carácter. En particular, la secuencia de preparación de las maletas de viaje muestra, por ejemplo, que Louise es organizada, metódica y práctica, mientras que Thelma es infantil, impulsiva e inexperta. Aparecen juntas más adelante, en el momento de la salida de viaje; Louise se encarga del coche, y Thelma del revólver.

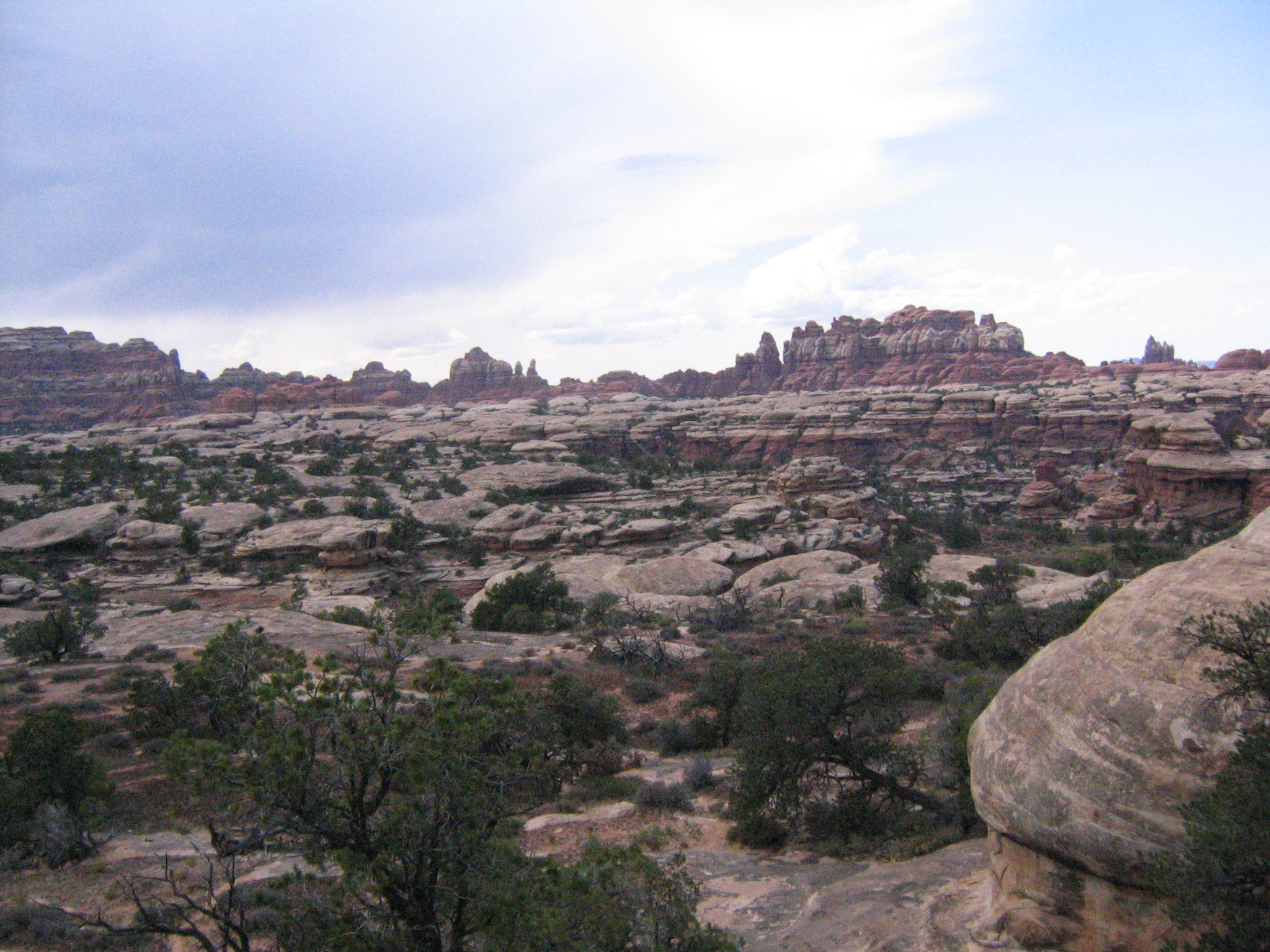
Parque nacional de Canyonlands, paisaje que atraviesan los personajes.

### Road movie
Lo esencial de la acción pasa en la carretera. Las dos heroínas atraviesan los paisajes suntuosos de Arkansas y Arizona, en un Ford Thunderbird 1966 descapotable, con los cabellos al viento, lo que evoca una sensación de gran libertad.
Además de los numerosos planos visuales con el coche en movimiento, los decorados son muy representativos del estilo de vida estadounidense, asociado a las largas distancias, la carretera y los elementos que la configuran: surtidores de gasolina, moteles, tiendas y servicios destinados a los camioneros.
Ridley Scott explica que el hecho de ser europeo fue una ventaja para el rodaje de esta película. «Los estadounidenses viven rodeados de un montón de cosas que ni siquiera ven porque forman una parte integrante de su cultura... Sin embargo, yo, en tanto que no iniciado, puedo ir en coche a través del desierto del suroeste y extasiarme delante de kilómetros y kilómetros de postes telefónicos, lo que el estadounidense medio considera del todo normal», aseguró en una entrevista.
Las carreteras de los Estados Unidos, en la actualidad y en la época del rodaje, están rodeadas por las cadenas Motel 6, McDonald's y Burger King. La carretera de Thelma y Louise hace referencia a un período anterior; Ridley Scott ha querido evocar la época de la mítica Route 66, haciendo evolucionar sus personajes por moteles baratos y estaciones de servicio sin marca.

### Wéstern
Ridley Scott reutiliza las técnicas cinematográficas de las películas de wéstern de los años 1950. Vuelve a los lugares de rodaje de numerosas películas del oeste en Utah, en los alrededores de Moab, que no habían sido utilizados para largometrajes desde la época de John Wayne.
Reemplaza los cowboys por coches y las diligencias por camiones, conservando las mismas técnicas fotográficas: coloca los personajes dentro del paisaje, utilizando planos generales o en planos parciales para dar idea de la inmensidad del lugar. El paisaje se convierte plenamente en un personaje, espléndido o amenazador.
Son las mismas líneas, volutas o nubes de polvo (evocando la velocidad y las persecuciones) levantadas por los caballos, las ruedas de las diligencias, y los neumáticos del Ford Thunderbird y de los coches de policía.

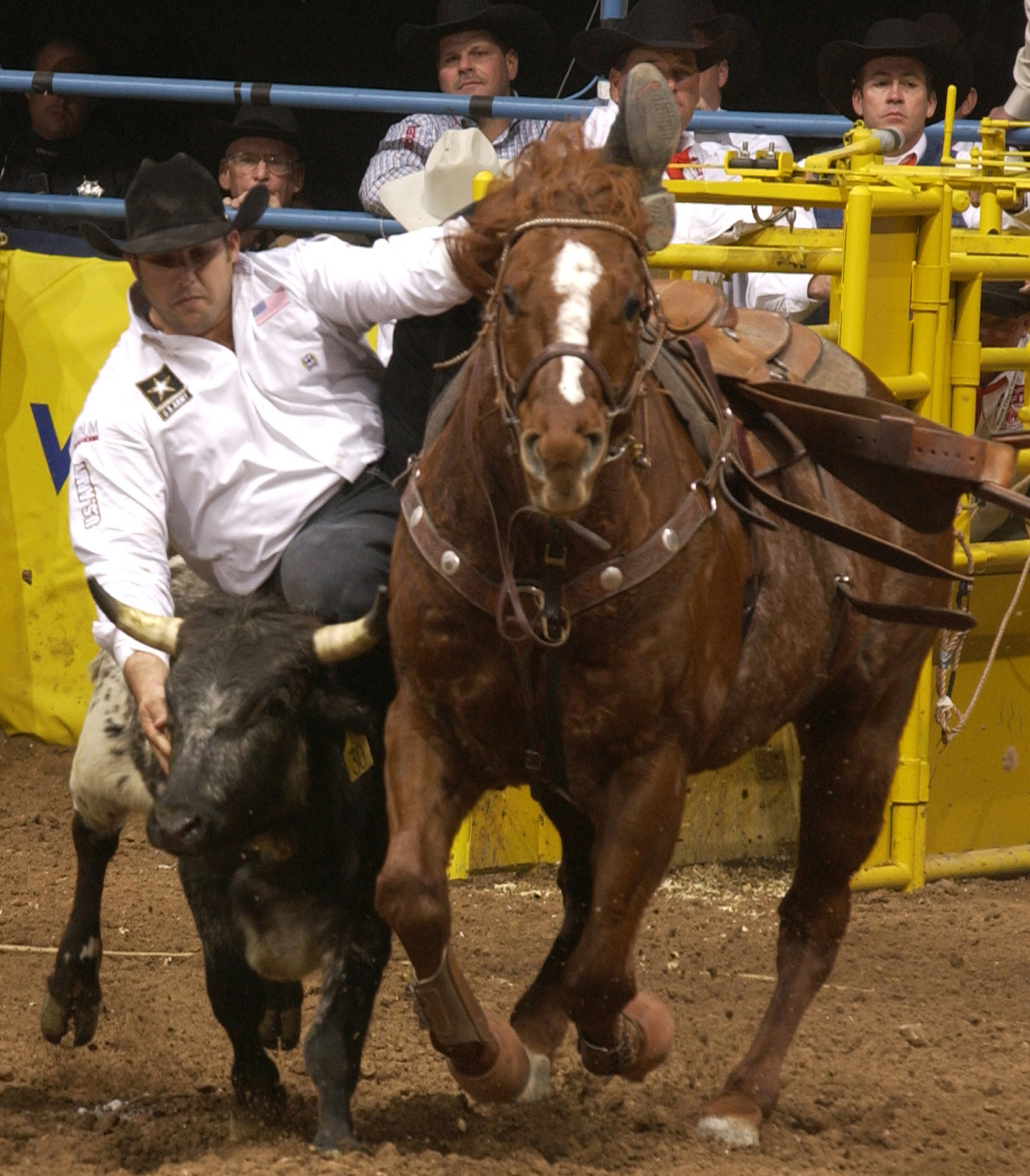
La recuperación de la gorra del camionero evoca este tipo de escena del rodeo.

El encuentro con el camionero es el ejemplo de una secuencia típicamente inspirada en el Oeste: las dos heroínas están sentadas, siempre en primer plano, de espaldas, mirando con calma y determinación como se acerca el «malo», pequeño, respecto a la masa de su inmenso camión, a la espera de la confrontación decisiva. Las dos llevan un atributo identificando infaliblemente la mitología del Oeste: Louise, a la derecha, con camiseta blanca, lleva un sombrero de vaquero (el sombrero tejano que ha intercambiado con el viejo por sus joyas), antes de sacárselo haciéndolo pasar por el centro de la pantalla, como para insistir de cara al espectador sobre el «código». Thelma, vestida de negro, tiene la mano sobre la cadera derecha, en posición perfecta para tomar el revólver, que tiene en el cinturón de sus vaqueros, a la altura de los riñones.
El camionero se acerca, continúa su mala actuación, como si quisiera ligar, y no ve el arma saliendo de la cadera de la mujer, como las que se ven colgadas en la cintura de los personajes del universo de John Ford o John Wayne. Después, hacen como un concurso de tiro de revólver para destruir el camión. De resultas de ello, queda su enemigo finalmente vencido y ridiculizado, saltan a su coche sin abrir las puertas, exactamente como los héroes del «Oeste Salvaje» que se aferran a su caballo en la precipitación y arrancan de golpe y hacen un par de vueltas de victoria, entonando el grito del Oeste, alrededor del «malo» que tropieza en el polvo, mientras que la cámara se eleva para dar amplitud a su salida hacia nuevas aventuras. Esta escena también es típica de la clásica imagen del rodeo y es la ocasión para la pasajera del Thunderbird de recuperar el trofeo de su victoria, la gorra condecorada con la bandera estadounidense, que ha perdido su adversario en el momento de la explosión. Esta escena de la gorra contiene incluso una cierta analogía con aquellas de los indios llevando la cabellera de un blanco.
La película contiene otras escenas emblemáticas del Oeste, empezando por la presencia de caballos. Thelma y Louise se detienen en una gasolinera ante la que hay un caballo atado. Otra secuencia muestra como el coche atraviesa un rebaño de vacas guiado por cowboys a caballo.

### Película policíaca

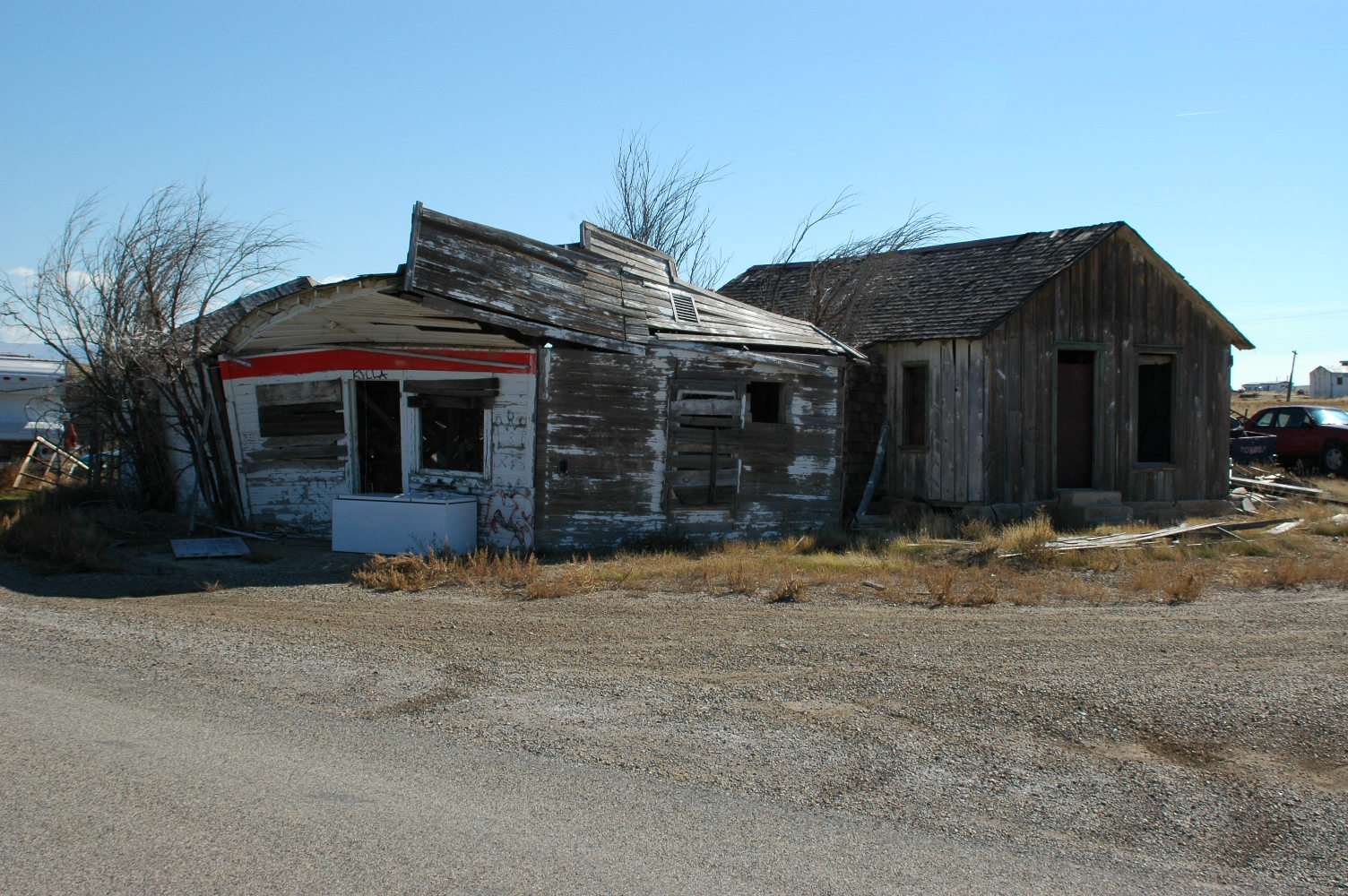
Cisco, en Utah, un pequeño lugar hecho de cabañas y carcasas de vehículos, donde se rodaron algunos planos de la persecución final.

Se trata de la historia de dos mujeres que se ven empujadas por los acontecimientos a cometer delitos, encontrándose fuera de la ley. Con su serie de huidas, persecuciones, actos cometidos a mano armada, secuencias alternando las heroínas en acción y la policía que las investiga, Thelma y Louise reúne todos los ingredientes clásicos de una película policíaca. A menudo se la ha comparado con Bonnie y Clyde y Butch Cassidy and the Sundance Kid.
El recurso narrativo clásico de este género, que consiste en crear la duda sobre la real culpabilidad criminal de las heroínas, aquí queda sustituido por el de saber si la policía las acabará atrapando o si lograrán escapar.

### Comedia
El humor está presente en Thelma y Louise. La película comienza como una comedia: después de haber moralizado a dos jóvenes clientes sobre la nocividad del tabaco, Louise se otorga una pausa para encender un cigarrillo. Entonces, llama a Thelma que le pregunta si trabaja, a lo que Louise responde «No, estoy haciendo de modelo para Playboy». Sigue la escena donde Darryl se va precipitadamente de su casa para ir al trabajo y, en la más pura tradición de la comedia de situación, queda ridiculizado cayendo sobre los materiales de construcción junto a su coche.
Después de la alternancia de planos mostrando a Thelma y Louise, cada una preparando su maleta de viaje (donde se ilustra con insistencia su diferencia de carácter), ya se está dispuesto a sonreír. Finalmente, una corta secuencia muestra a Louise en los aseos abarrotados del saloon, rodeada de mujeres empujándose mutuamente para maquillarse y peinarse ante el espejo. El tono de comedia acaba brutalmente en el momento de la violación.
Más tarde, el humor reaparece. Sobre todo en la secuencia de la infracción de velocidad cuando Thelma apunta al policía y pide a Louise que destruya la radio, destrozando la radio y después el dispositivo de comunicación policial.
Ridley Scott explica que, a la vista de su argumento dramático, la película habría podido tener un tono más grave. Prefirió, sin embargo, introducir una dosis de humor, considerando que los espectadores disfrutan más con una película que hace reír que con un drama.

### Drama
La película presenta igualmente un contexto dramático con los temas de la violación, y de la incapacidad de la sociedad a hacer justicia a las víctimas de este acto.
La dimensión dramática también se ilustra con la sucesión de acontecimientos que atrapan involuntariamente a las dos mujeres en una espiral de la que no conseguirán salir. Al principio, Thelma es solo víctima de una tentativa de violación, pero por protegerla, Louise apunta el revólver hacia el violador, y la actitud provocativa de éste acaba por hacer que lo maten. A raíz de este hecho, las dos mujeres deciden huir hacia México. Por el camino alguien les roba todo el dinero y entonces Thelma, que se siente responsable, comete un robo a mano armada para poder continuar la ruta. Perseguidas ahora por dos delitos graves, se encuentran con que deben neutralizar a un policía a causa de un simple exceso de velocidad, para evitar ser localizadas y detenidas. Esta sucesión de acontecimientos las transforma en peligrosas criminales a los ojos de la ley y conduce inexorablemente hacia la trágica escena final.
Louise se da cuenta enseguida del engranaje fatal al que están enganchadas, pero cede poco a poco la dirección de la expedición a Thelma, probablemente porque siente que, de todos modos, su aventura terminará trágicamente.
Esta dimensión dramática oscurece la película, convirtiéndola por momentos en «deprimente, opresiva y sin esperanza».
A pesar del fundido en blanco final, Scott no logra ocultar totalmente el destino trágico de sus personajes, cosa que una parte del público siente como una pérdida de control total de las protagonistas sobre los acontecimientos y sobre el curso de su existencia.

## Lugares de rodaje

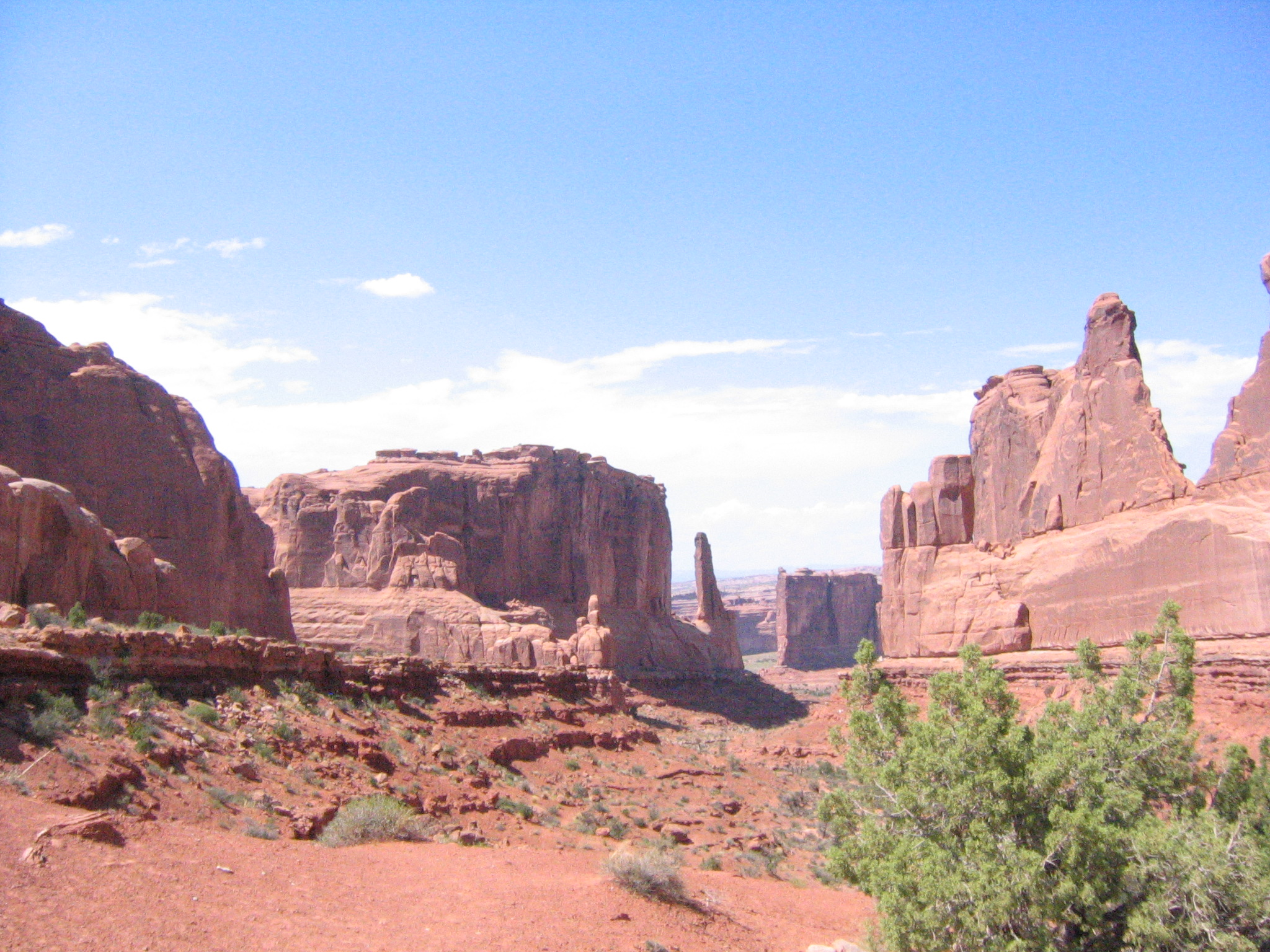
Parque nacional de los Arcos, uno de los lugares de rodaje.

El guion preveía que las heroínas salieran de Arkansas, bordearan Texas pasando por Oklahoma y por Nuevo México y llegaran a Arizona, al Gran Cañón. Ridley Scott efectuó este trayecto para localizar los exteriores, pero consideró que sería demasiado costoso y decidió efectuar los rodajes en un radio más pequeño, a partir de tres bases:
- Los Ángeles (California), donde se rodaron todas las escenas de interiores.[9]

Tarzana, junto a Los Ángeles, correspondía perfectamente a la pequeña ciudad de Arkansas donde las heroínas residían. El restaurante donde Louise trabajaba como camarera era en realidad el restaurante Dupar en Thousand Oaks. Y en cuanto al saloon donde las dos mujeres se detienen al comienzo de la película, se trata de un bar de Long Beach, California.
- Bakersfield, también cerca de Los Ángeles, que ofrecía llanuras irrigadas y paisajes similares a los de Arkansas.[9]

Era igualmente el lugar ideal para filmar tramos de la autopista de Oklahoma.
- Moab, en Utah, es el punto central de una región montañosa donde se han filmado muchas películas del oeste, que muestra espléndidos paisajes del Far West, que pueden evocar Arizona.[9] La secuencia donde las dos mujeres circulan de noche relevándose en la conducción fue filmada en el Parque nacional de los Arcos. La escena donde Louise intercambia sus joyas por el sombrero del viejo fue rodada en Cisco, Utah. El viejo, llamado Ernest Vanderhof, era un extra, vecino de aquella aldea.[26] La escena final no fue rodada en el Gran Cañón, sino en Dead Horse Point, un cañón más pequeño situado cerca de Moab.

## Música
La música de Thelma y Louise es una composición original de Hans Zimmer. La escribió tras haber concebido la música de Rain Man y Days of Thunder.
Su música, una mezcla de sonoridades electrónicas acompañadas de la guitarra de Pete Haycock, tiene por objetivo, como todas las músicas de película, sostener la acción y reforzar las emociones producidas por la imagen.
La película contiene igualmente canciones procedentes del rock y country, para arraigar bien la película en la cultura estadounidense. Se trata principalmente de música diegética, es decir de canciones que los personajes escuchan. La película empieza por Little Honey (Kelly Willis), la música de ambiente en el restaurante donde Louise trabaja. Tennessee Plates es interpretada en vivo por Charlie Sexton en el saloon donde las dos heroínas se detienen. En el coche, acompañan cantando el tema The Way You Do The Things You Do (The Temptations), difundido por la radio del coche.
En cuanto al ciclista, no oye directamente los gritos del policía encerrado en el maletero de su coche, porque escucha I Can See Clearly Now (Johnny Nash) en su walkman.

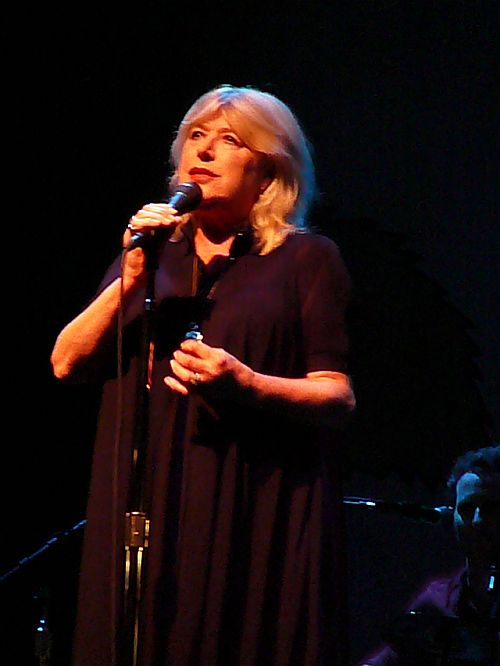
Marianne Faithfull. Su canción The Ballad of Lucy Jordan acompaña la etapa nocturna de las heroínas.

La única canción extradiegética (o sea, música de fondo que los personajes no oyen) es The Ballad of Lucy Jordan, de Marianne Faithfull, la cual es utilizada en la secuencia donde Thelma y Louise circulan de noche. Se trata de una música de ambiente que sirve para poner a los espectadores a tono y no de una música oída por los personajes por la no coherencia temporal entre la imagen y el sonido. En efecto, el montaje de la secuencia sugiere que circulan hasta el amanecer, cambiando de lugar detrás del volante, mientras que la canción solo dura unos minutos.
La selección musical está directamente vinculada al tema de la película, de tal manera que no solo la música, sino también las palabras dan soporte al guion: No quiero jugar en casa (I No Wanna Play House, de Tammy Wynette), No mires atrás (No Look Back de Grayson Hugh), o incluso No me puedo separar de ti (No Untie You From Me, de Grayson Hugh) como música de ambiente en el motel a primera hora de la mañana, justo antes de que Jimmy se vaya. En cuanto a The Ballad of Lucy Jordan, de Marianne Faithfull, parece resumir el personaje de Thelma:

A los 37 años de edad, hace lo que nunca ha hecho, ir por París en un coche deportivo, con el viento caliente en el pelo (...) su marido está en el trabajo, sus hijos están en la escuela, podría limpiar durante horas o arreglar las flores, o correr desnuda por las calles sombreadas gritando a lo largo del camino.

La última canción de la película es Better Not Look Down, de B. B. King, que las dos mujeres escuchan cuando encuentran al camionero por tercera vez. La guionista Callie Khouri había previsto que esta canción acompañara la escena final.
En efecto, las palabras «Más vale no bajar la mirada si quieres seguir robando», habrían convenido para esta última secuencia. Sin embargo, Ridley Scott prefirió utilizarla para acompañar la secuencia del camión-cisterna, valorando probablemente que las palabras «más vale no bajar la mirada, aprieta el acelerador, mantén alta la velocidad» se podían dirigir igualmente al camionero.

## El Thunderbird 1966

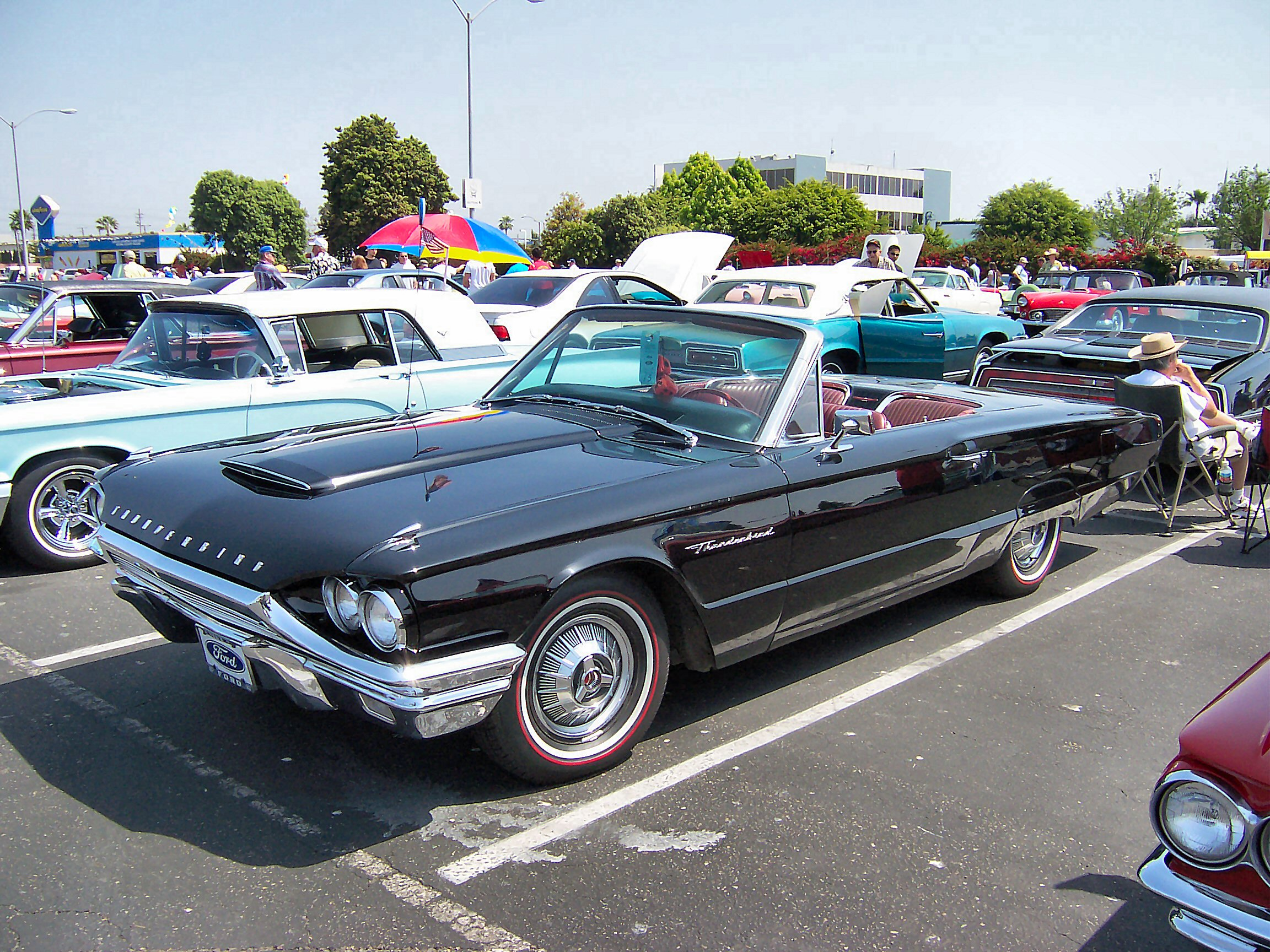
Un Ford Thunderbird convertible de 1964, parecido al de la película.

El Ford Thunderbird de 1966 verde descapotable de Louise ocupa un lugar importante en esta road-movie. Es el coche que permite a las dos mujeres irse el fin de semana a las montañas y las lleva hacia el final fatal. Aunque este modelo sea particularmente inadecuado para efectuar largas distancias, presenta otra función: exponer su conductor a la mirada de los otros usuarios de la carretera, los peatones o, en este caso, acercar las dos heroínas al espectador.
El afecto de Louise por su Thunderbird se hace patente en diversas situaciones:
Temiendo ser localizadas por los policías, Louise declara: «Por primera vez lamento que mi coche sea verde». Cuando atraviesan un rebaño de vacas, grita: «¡No me rayéis el coche!».
El diálogo siguiente todavía ilustra mejor este afecto. En la secuencia en que llegan al motel justo después del homicidio, Thelma pide las llaves a su amiga:
- Louise: ¡No toques este coche!
- Thelma: Mis cosas están en el maletero. ¡Dios mío, prefieres tu coche a las personas!
- Louise: La mayoría de las personas me aburren, pero este coche me permite escapar.
Durante la huida, las dos van abandonando o perdiendo lo que poseen. Louise pierde el dinero, sin duda también su trabajo y su novio, pero se queda con su coche.
Con todo, es este Ford el que conduce a las heroínas a su perdición: como lo explica el inspector Hal a Darryl, hay testigos que ven un T-66 verde salir del aparcamiento después del homicidio. Es gracias a esta descripción que, consultando una base de datos en el ordenador, Hal descubre la identidad de Louise Sawyer. El Thunderbird es igualmente un elemento crucial de la escena final.
Para realizar la película fueron necesarios, según las fuentes, entre cinco y siete Thunderbirds idénticos. Un coche era utilizado como coche principal, un segundo, como vehículo de reserva y el tercero como vehículo de «traveling». Los otros coches solo sirvieron para las escenas de riesgo.
El primer día de rodaje, uno de los coches se incendió.
No fue fácil encontrar tantos ejemplares de este modelo ya antiguo, y el equipo necesitó más de seis semanas para encontrarlos. Algunos coches fueron reconstruidos a partir de piezas sueltas.
En el rodaje de ciertas secuencias, sobre todo los planos donde Thelma (Geena Davis) habla con J.D. (Brad Pitt), sentado en el asiento trasero, el coche se encuentra en medio de tráfico real. Susan Sarandon debía interpretar entonces su personaje estando atenta a la circulación de la carretera.

## Escena final
Si la película retoma numerosos temas clásicos del cine, su escena final sorprende por la ruptura que representa en relación con el «final feliz» habitual de este género cinematográfico.

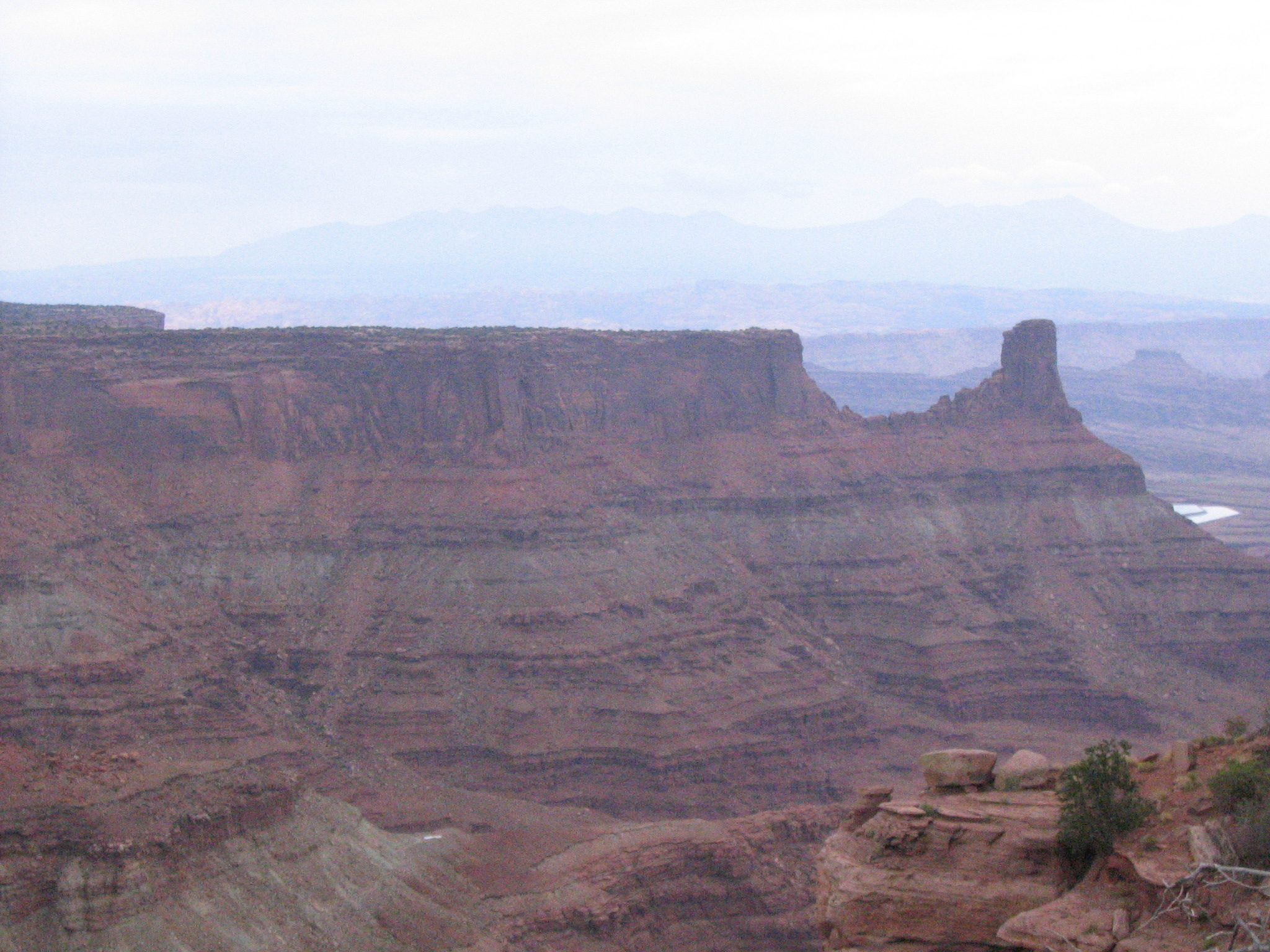
Parque estatal de Dead Horse Point, usado para filmar la escena final.

### Descripción
En la persecución final, una vez perdidos momentáneamente de vista los coches de policía, Louise detiene por fin el coche al borde del Gran Cañón, ante un precipicio. Sin embargo, de repente surge un helicóptero del desfiladero, mientras que las fuerzas del orden obstaculizan su retirada, apuntando con sus fusiles y dándoles la orden de rendirse. Louise carga su revólver explicando a Thelma que no quiere rendirse. Sin embargo, esta le dice:
Thelma: Oye, Louise, no nos dejemos atrapar.
Louise: ¿Qué quieres decir con eso?
Thelma: ¡Sigamos adelante!
Louise: ¿Pero qué dices?
Thelma, indicando la dirección del cañón: ¡Vamos!
Louise, esbozando una sonrisa: ¿Estás segura?
Thelma: ¡Sí!
Thelma, con una sonrisa enlagrimada: Sí...
Louise besa a Thelma y arranca el coche, y Hal se lanza detrás, corriendo. Hay una alternancia de planos enseñando el coche que acelera y Hal, al ralentí, intentando atraparlas, batiendo los brazos para atraer su atención. Las dos mujeres se dan la mano, y la foto instantánea hecha al comienzo de la película despega del asiento trasero. Intercambian una sonrisa, con la misma expresión que tenían al comienzo de la película cuando empezaban su viaje. Louise aprieta el acelerador. El coche salta al cañón, su vuelo planeando en el vacío está sostenido por la banda sonora compuesta sobre todo de voz. El coche, filmado en contrapicado, recorre en ralentí un arco sobre las nubes. Y la imagen del coche se detiene en el centro de la pantalla.

### Concepción
Callie Khouri tuvo la idea de la película imaginando desde el principio el salto final de las heroínas en el Gran Cañón, y escribió el guion empezando por este final.
Esto hizo que un buen número de productores rechazaran la historia, porque les daba miedo que el público aceptara mal este desenlace. Sin embargo, Khouri insistió para que la escena figurase en la película, pues consideraba que un final clásico habría convertido la película en una historia banal. Incluso durante el rodaje, Ridley Scott recibió presiones de la producción para que cambiara el final, pero a falta de encontrar una escena con bastante intensidad siguió siendo fiel al guion.
Con la manera de realizar este final, Ridley Scott quiso transformar los personajes en heroínas y dar a su muerte una cierta dimensión de nobleza.

### Una emoción ambivalente
Este final suscita una emoción ambivalente. La escena se puede percibir al mismo tiempo como una liberación total o como una imposibilidad de escapar a la suerte que les espera de otro modo, que por la muerte. Puede interpretarse tanto como una victoria de las heroínas que como el final trágico de dos víctimas de un sistema abusivo.
A quienes critican el final pesimista de la película, Susan Sarandon responde: «Durante toda la película, los personajes se van situando fuera de la ley. Sería más bien un fracaso reintegrarlas finalmente dentro del sistema».
El hecho de que las heroínas sonrían cuando el coche salta hacia las nubes y que esta secuencia acabe en un fundido en blanco, puede dar a este final una dimensión mística, no se muestra ni la muerte de las dos mujeres, ni el aplastamiento del vehículo, lo que permite considerar la idea de que continúan viviendo, finalmente en un «más allá». Esta idea ha sido por otra parte apoyada por la difusión de una camiseta con la frase «Thelma & Louise Live Forever!» (‘¡Thelma y Louise viven para siempre!’) poco después del estreno de la película.

### El otro final

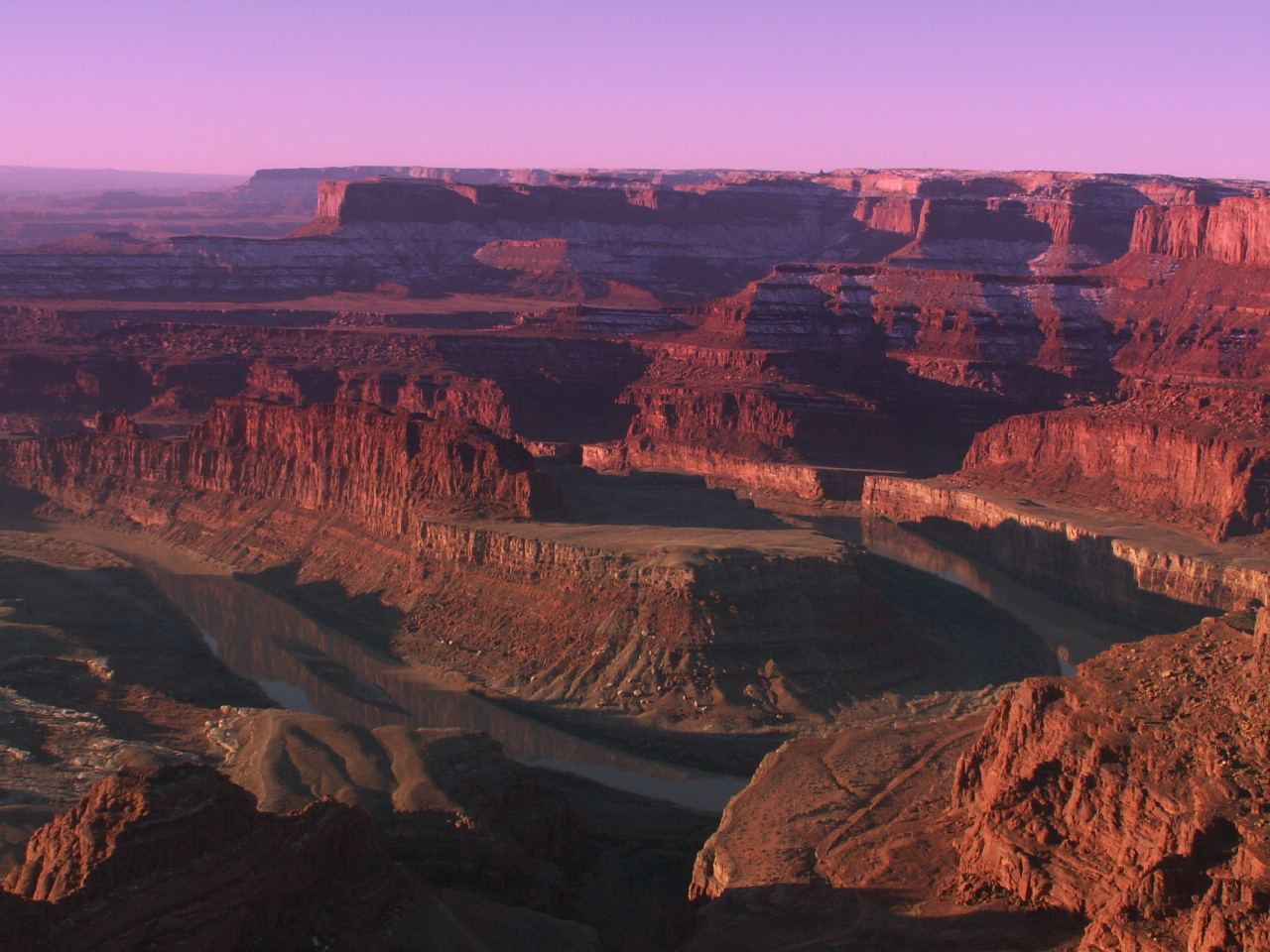
Vista en perspectiva del cañón de Dead Horse Point.

Ridley Scott previó un final ligeramente diferente. Este final alternativo es el siguiente:
La secuencia comienza de la misma manera, pero en lugar de que la imagen se detenga con el fundido en blanco, el coche sigue su movimiento y su caída hacia el fondo del desfiladero y se filmaba al ralentí. Hal corre hasta la orilla del cañón y mira hacia abajo, mientras que el helicóptero vuela detrás. Los policías dejan en el suelo sus armas y caminan hasta el borde del precipicio. Un plano bastante largo muestra a Hal mirando tristemente hacia el abismo. Antes de que el coche toque el fondo, cambio de plano: la película se acababa mostrando el coche que circula hacia el horizonte por una pista de tierra levantando polvareda, en medio de un paisaje verdeante que se extiende hasta una montaña umbría.
Este paisaje verdeante aparece por otra parte en un plano fijo del principio, y también cuando se inicia la persecución final, lo que permite anunciar el fin próximo de las heroínas.
Aunque sea más explícito en su mensaje, que quiere que las dos mujeres continúen su ruta, este final es más pesimista. Se ve el coche caer al cañón y se concede más atención a las reacciones culpables o tristes de los hombres. Ridley Scott prefirió la versión grabada porque se concentra en las dos mujeres y no eclipsa su decisión.

## Temas de la película

### La libertad

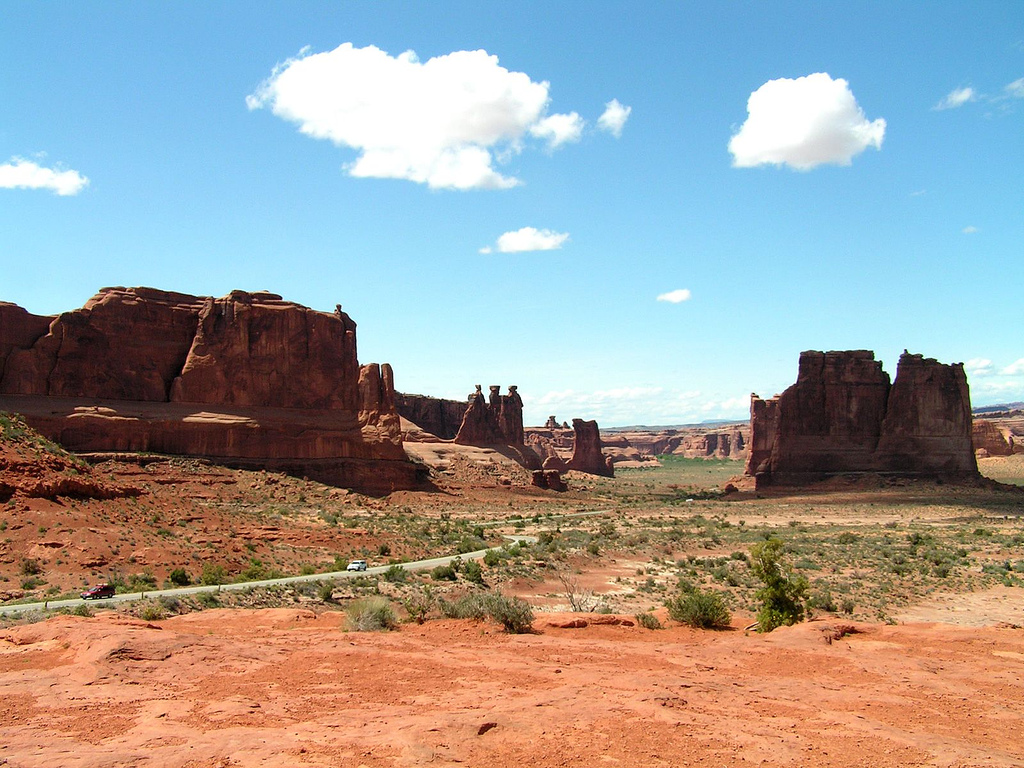
El Estados Unidos de las llanuras y de los grandes espacios, promesa de libertad.

Una de las sensaciones que se desprende de la película es el sentimiento de libertad. Las dos heroínas deciden escaparse, durante un fin de semana, de la monotonía cotidiana, de la pesadez de la pareja y del horizonte limitado de la ciudad, viajando en coche y atravesando grandes espacios desérticos y paisajes naturales sublimes.
Al principio se trata de liberarse temporalmente de las cocinas respectivas (la de casa para Thelma y la profesional para Louise), con «solo la necesidad de un poco de aire y de ver el país». Este aspecto también comporta la libertad de dejarse ir, de beber alcohol, de divertirse, como querer atrapar el tiempo perdido. O incluso conocer por primera vez la satisfacción de una relación sexual, ya que el acceso a la libertad también se puede considerar erótico.
Las dos mujeres se meten poco a poco en el engranaje que las empuja igualmente a saltarse las leyes y a sentir el placer de hacerlo, hasta cometer crímenes en una manera de «desesperación alegre».
Sin embargo, esta libertad será de corta duración. Scott muestra que la América prometedora de libertad, de los mitos y leyendas, con cielo azul y verdes llanuras, no lo es para todos. Esta distancia entre promesa y difícil realidad da a la película su mordacidad y su rasgo incisivo en cuanto a las verdades y los límites del «sueño americano».

### La violación
El tema de la violación está omnipresente en la película. Es la secuencia fundamental sobre la que descansa toda la trama, ya que transforma una simple salida de recreo en una dramática huida a través de los Estados Unidos.
Hacia el final de la película, Thelma pregunta a Louise si piensa llegar a un acuerdo con Hal, el policía que las persigue. Efectivamente, por teléfono, este utiliza su información sobre «lo que pasó en Texas», presumiblemente una violación, para tratar de persuadir a Louise y hacerle entender que comprende su actitud, intentando al mismo tiempo tenerla el máximo de tiempo posible al teléfono para localizarla.
Este tema conlleva igualmente el de la venganza. Si el asesinato de Harlam fue en cierto modo accidental —aunque significara la venganza de Louise contra el hombre que la violó en el pasado, punto clave para entender su reacción—, Louise y Thelma desarrollan una venganza consciente contra los pilares básicos de la sociedad en general.
Tras el asesinato, Thelma se deleita nerviosamente con la muerte de Harlam, ridiculiza sus gestos y expresiones y admite alegrarse de lo ocurrido, hasta el punto de lamentar no haber disparado ella misma. Por su parte, Louise intenta borrar de su memoria la violación consumada años atrás en Texas. Esto es una característica de su personaje, y es evocado durante toda la película. Hay quien ha considerado a Thelma y Louise como una película sobre la violación. Y desde esta perspectiva representa un feminismo crítico y resistente.

### La emancipación y autorrealización
Un tercer tema de la película es el de la emancipación femenina, la Pirámide de las necesidades de Maslow, la toma de control de las mujeres sobre su vida, el empowerment. Thelma y Louise son confrontadas a acontecimientos que las empujan a elegir otra vida. Esta toma de control sobre su cuerpo y su vida pasa por la reapropiación del revólver, un objeto que ocupa un papel central en la mitología americana como instrumento de autonomía. La emancipación es igualmente una característica del personaje de Thelma, que se ve transformada a lo largo de la película.
Algunos destacan que esta autorrealización pasa por la toma de conciencia de las heroínas de la fatalidad que asumen precisamente porque han combatido, con «una energía sucia», el engranaje, su peso y las consecuencias.

### La transgresión de género
El último tema importante de la película es el de la transgresión de roles sexuales. Al hilo de la historia, las dos heroínas abandonan sus vestimentas femeninas para adoptar una apariencia más masculina. La transgresión de sexo se produce igualmente por su comportamiento: quedan fuera de la ley y adoptan gestos y actitudes viriles. La película invierte finalmente las relaciones de sexo en el espacio, presentando a dos mujeres que se van a la «conquista del Oeste», mientras que los hombres las esperan en el hogar.

## Recepción de la crítica
Tras su estreno, la película recibió críticas en su mayoría positivas, que varias publicaciones describieron como «entusiastas». Janet Maslin de The New York Times solo tuvo elogios para la película en su reseña: «Thelma & Louise de Scott, con un brillante guión de la debutante Callie Khouri, es una sorpresa en este y muchos otros aspectos. Revela el talento hasta ahora inexplorado de Scott para la comedia exuberante y para la vibrante imaginería estadounidense, a pesar de sus raíces inglesas. Reimagina la película de amigos con tal frescura y vigor que el género parece positivamente nuevo. Descubre recursos inesperados en sus dos estrellas, Susan Sarandon y Geena Davis, que forman un equipo perfecto como los animados y originales personajes principales».
Roger Ebert también elogió la película, escribiendo: «Lo que distingue a Thelma y Louise de la gran tradición central del cine de carretera -una tradición lo suficientemente amplia como para dar cabida a Easy Rider, Bonnie & Clyde, Badlands, Midnight Run y Rain Man- es que los héroes son mujeres de clase trabajadora de un pequeño pueblo de Arkansas, una camarera, la otra ama de casa, ambas probablemente listas para describirse a sí mismas como absolutamente ordinarias, ambas con recursos inesperados». Añadió: «Esta película muestra una gran simpatía por la comedia humana», y «Sarandon y Davis encuentran en el guión de Callie Khouri los materiales para dos personajes plausibles, convincentes y adorables. Y como actores trabajan juntos como un equipo de equilibrio, caminando a través de las escenas más peligrosas sin cometer un error». Sin embargo, Ebert le restó media estrella a su reseña de cuatro estrellas basándose en «la última toma antes de que comiencen los títulos. Es una imagen congelada que se desvanece a blanco, lo cual está bien, excepto que lo hace con una prisa indecorosa... Es inquietante involucrarse en una película que tarda 128 minutos en llevarte a un desenlace que los realizadores parecen temer».
La película también recibió duras críticas de aquellos que pensaban que estaba siendo sexista con los personajes masculinos, cuyas representaciones de estos eran injustamente negativas. En respuesta a estas acusaciones, Maslin y Khouri afirmaron que Thelma & Louise estaba siendo sometida a un doble estándar, ya que el comportamiento poco ético en las películas de carretera dirigidas por varones no había provocado un nivel similar de reacción. En respuesta a las afirmaciones de que la película no tenía personajes masculinos simpáticos, se citan los ejemplos positivos de Hal (el líder de la investigación del FBI), Jimmy (el novio cariñoso de Louise) y J.D. (un autoestopista al que las protagonistas recogen).
En el agregador de reseñas Rotten Tomatoes, la película tiene un índice de aprobación del 86% basado en 147 reseñas, con una calificación promedio de 7.9/10. El consenso crítico del sitio web dice: «A la vez divertida, desgarradora y salpicada de acción, Thelma & Louise de Ridley Scott es una película de carretera potente y bien actuada que trasciende el mensaje feminista en su núcleo». En Metacritic, la película recibió una puntuación de 88 basada en 12 reseñas, lo que indica «aclamación universal». Las audiencias encuestadas por CinemaScore le dieron a la película una calificación promedio de "B+" en una escala de A+ a F.
La película quedó en segundo lugar, detrás de The Silence of the Lambs, como la mejor película de 1991 en una encuesta de 81 críticos.

### Polémica en el estreno
En su estreno, la película abrió una polémica en Estados Unidos.
Algunos la consideraron como una película formidable, otros como peligrosa. Se pudieron leer reacciones muy entusiastas: «Es la primera película que muestra realmente la verdad»,[¿quién?] o: «Yo he visto mi vida interpretada ante mis ojos».[¿quién?] En cambio, otras personas tuvieron palabras hostiles: «Es el elogio de una violencia transformativa... Un tema explícitamente fascista»,[¿quién?] o: «Justifica los atracos a mano armada, la masacre de hombres y la conducción en estado de embriaguez crónica, como ejercicios de elevación sin conciencia».[¿quién?]
La polémica alrededor de Thelma y Louise superó el marco estrictamente cinematográfico, hasta el punto de merecer la portada de la revista Time del 24 de junio de 1991.

## Influencias ulteriores
Thema y Louise obtuvo un gran éxito y se la considera un clásico. Es objeto de numerosas referencias en la cultura popular e influencia de diversas creaciones artísticas.

### Influencias en el cine
Thelma y Louise fue una película clave en la historia de las road movies, ya que abrió la vía a películas femeninas dentro de este género.
Se han inspirado diversos guiones basándose en esta cinta: Leaving Normal (1992), Beautiful Creatures (2000), Beautiful Joe (2000), la película italiana Gasolina (2001) o la francesa Jeunesse dorée (2001).

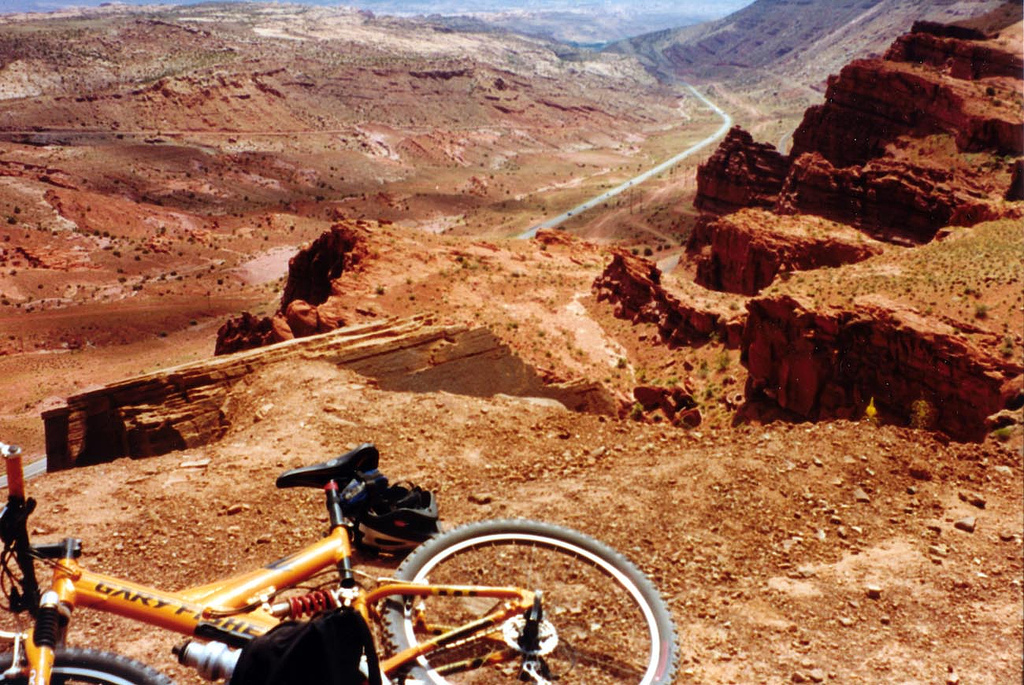
La aparición del ciclista rasta en la película marca el final de la presencia exclusiva del hombre blanco en los paisajes del Far West.

Por su eventual dimensión homosexual, Thelma y Louise ha iniciado una serie de road movies no solo de lesbianismo, como la adaptación cinematográfica de Even Cowgirls Get the Blues (1993) y la película Boys on the Side (1995), sino también gáis como My Own Private Idaho (1991), The Living End (1992) y Extravagances (1995).
La película contiene una secuencia donde un ciclista rasta descubre al policía dentro del maletero del coche y sopla el humo de su cigarro de marihuana por los agujeros de ventilación hechos por Thelma. Esta escena, y en particular el hecho de que lo único que se ve del policía es un pequeño dedo blanco indicando la situación de las llaves, se ha interpretado como el final simbólico de la presencia exclusiva del hombre blanco heterosexual en el Far West.
Después de Thelma y Louise, ha aumentado la presencia de la gente de color en los largometrajes estadounidenses dedicados a la carretera, como en Get on the Bus (1996) y Lazos de acero (1996).
La película es igualmente una de las primeras que pone en escena mujeres respondiendo por las armas a la violencia de género. Así, ha inspirado otras películas sobre este tema, por ejemplo, la adaptación cinematográfica de la novela Dirty Weekend (1993), de Helen Zahavi, obra literaria que fue objeto de una demanda de prohibición en la Cámara de los Lores del Parlamento del Reino Unido por inmoral.

### Referencias en la música

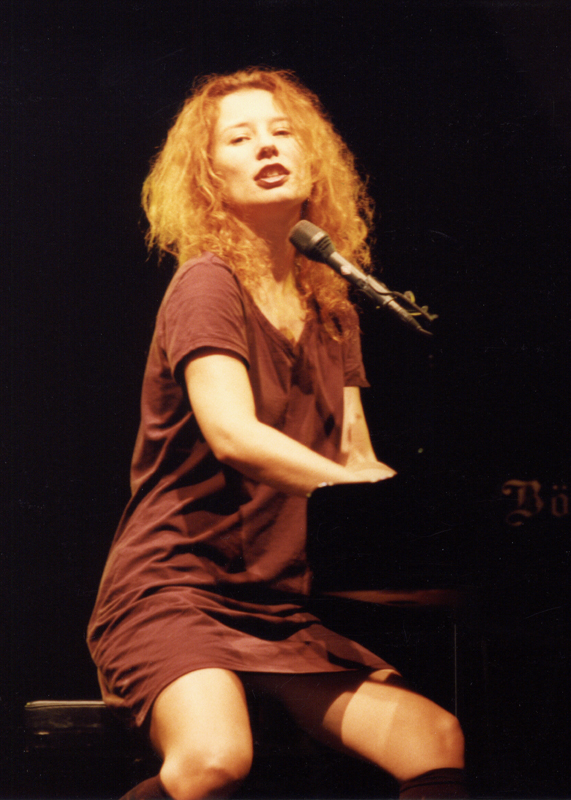
Tori Amos compuso Me and a Gun después de haber visto Thelma y Louise.